# Огр
Огр је митолошко биће, велико и зло човеколико чудовиште. Бауци се обично појављују у бајкама, фолклору и у књижевним делима како се хране људима. У уметности, огри се најчешће приказују као бића са великом главом, косати и брадати, великог стомака и са снажним телом.
Протагониста филма Шрек је огр. Шреку је глас, са шкотским нагласком, позајмио Мајк Мајерс. Шрек није представљен као стереотипни огр. Он није негативац већ огр који живи у својој мочвари и не воли да га узнемиравају.